# Rudas termalbad

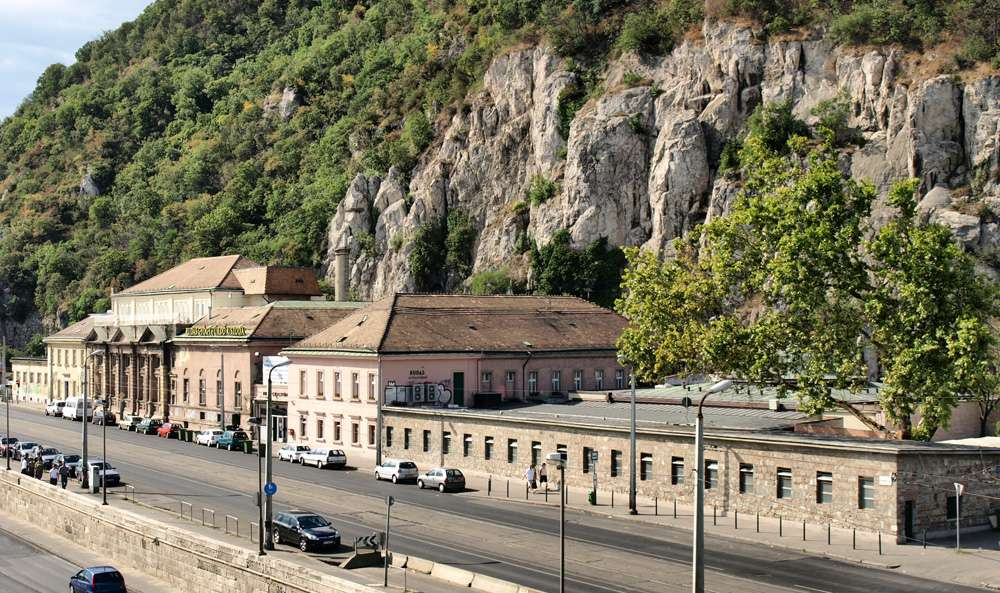
Rudas termalbad

Rudas termalbad eller på ungerska Rudas fürdő är ett turkiskt termalbad i Budapest uppfört 1550, under den Osmanska styret av Ungern. Badet har idag mycket av de typiska elementen för ett turkiskt bad kvar bl.a. genom dess kupol över den oktagonala bassängen. Badet är beläget vid Döbrentei tér 9 på Budasidan av Erzsébet híd (Elisabetbron). Badet har genomgått en genomgående inre renovering och återöppnades 2006.
Badet har använts vid filminspelningen 1988 av actionfilmen Red Heat, med Arnold Schwarzenegger och James Belushi.